# 9449 Petrbondy
9449 Petrbondy è un asteroide della fascia principale. Scoperto nel 1997, presenta un'orbita caratterizzata da un semiasse maggiore pari a 2,9911439 au e da un'eccentricità di 0,0573831, inclinata di 8,89822° rispetto all'eclittica.
L'asteroide è dedicato al ceco Petr Kalaš, detto Bondy.